# Нерік
Нерік ( хетт . Nerik(ka)  ) був поселенням бронзової доби на північ від хеттських столиць Хаттуси та Сапінуви, ймовірно, в Понтійському регіоні .  З 2005–2009 рр. територія Нерік була ідентифікована як Оймаагач Хююк  на східній стороні річки Кизилирмак, 7 км на північний захід від Везіркопрю .

## Історія
Він був заселений у середній бронзі та пізній бронзі. Хети вважали його священним для бога Бурі, який був сином Вурушему, богині Сонця Арінни . Бог погоди асоціюється або ототожнюється з горою Заліяну поблизу Неріка, яка відповідає за дарування дощу місту.

### Хетське Старе царство
Нерік був заснований носіями хатської мови як Нарак ;  в архіві Хаттуси, табличка CTH 737 записує хаттське заклинання для фестивалю там. При Хаттусілі I Несітськомовні хети захопили Нерік. Вони проводили весняне свято під назвою « Пурулі » на честь бога бурі Неріка. У ньому учасники декламували міф про вбивство Іллуянки .
Під Хантілі Нерік був зруйнований, і хетам довелося перенести свято Пурулі в Хаттусу.

### Хетське Середнє царство
Під час правління Тудгалії I територія Неріка була окупована варварами Касками, яких хети звинуватили в його початковому знищенні. 

### Хетське нове царство
Під час правління Муваталлі II (бл. 1290 р. до н. е.) його брат і призначений намісник Хаттусілі III повернув Нерік і відбудував його як верховний жрець. Хаттусілі назвав свого первістка "Неріккаілі" на честь пам'яті.
Через сім років після того, як син Муваталлі Мурсілі III став царем (близько 1270-х років до н. е.), Мурсілі перепризначив Нерік іншому губернатору. Хаттусілі збунтувався і сам став царем.
Нерік зник з історичних записів, коли Хетське царство пало, бл. 1200 року до нашої ери.

## Розкопки
У 2005 році Райнер Марія Чихон і Йорг Клінгер з Вільного університету Берліна почали розкопки Оймаагач Гююка . Поки що це найпівнічніше місце Анатолії з залишками Хеттського царства, включаючи «три фрагменти табличок і буллу з штампами писаря Саріні». Крім того, були знайдені згадки про гори, в яких знаходився Нерік. на цьому місці, а також об’єкти, що вказують на монументальну хетську архітектуру».  Команда опублікувала низку статей, пов’язаних із їхніми розкопками. 
За словами Чіхона, який наразі на факультеті археології Університету Ушак під час розкопок було знайдено багато артефактів із каменю та для ткацького верстата. Гірничі знаряддя були знайдені для родовищ міді, розташованих неподалік від гори Тавшан. Найціннішими артефактами є таблички з клинописом, які вказують на це місце як Нерік. Серед знахідок також є інвентарний список із інструментами, зокрема срібними підносами та золотими буллами, що містяться в невідомій святині. 

## Зовнішні посилання
- Молитва за Нерік
- Апологія Хаттусілі III
- Археологічні дослідження у зв’язку з Неріком
- Oymaağaç Höyük (Самсун)